# Три человека, рассматривающие гладиатора при свечах

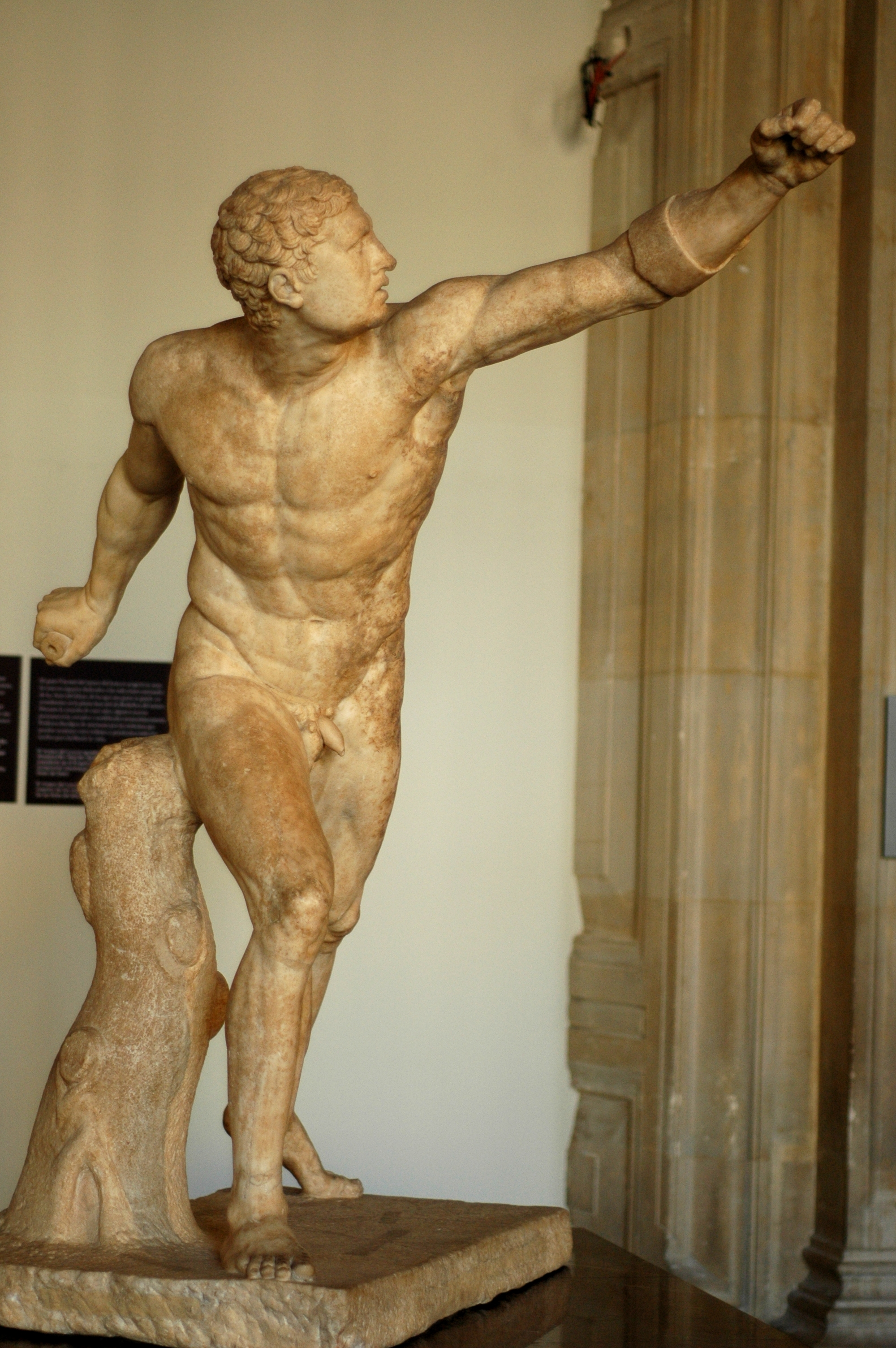
Так называемый Боргезский боец; Лувр

«Три человека, рассматривающих гладиатора при свечах» (англ. Three Persons Viewing the Gladiator by Candlelight) — картина, написанная в 1765 году английским художником Джозефом Райтом, в настоящее время принадлежащая к частной коллекции в Великобритании. На ней изображены три любителя искусства, рассматривающие «Боргезского борца», знаменитую древнегреческую скульптуру. Вероятно, они рассматривают уменьшенную копию скульптуры, так как в оригинале высота статуи составляет 1,99 м и она стоит на другом основании. Картина вызвала всеобщее восхищение, и спустя четыре года по ней Уильямом Петером было сделано меццо-тинто.
Считается, что «Боргезский боец» изображает солдата, а не гладиатора.

## Тема обучения
Картина отсылает к теме обучения, которая характеризует просвещение. В частности, Гладиатор отсылает к локковскому взгляду на зрение, популярному взгляду, который предполагает, что зрение — это то, что подпитывает развитие интеллекта. Темнота комнаты служит метафорой пространства в разуме, которое будет заполнено новыми идеями, которые развиваются посредством наблюдения. Пожилой мужчина слева двигает репродукцию Гладиатора вперед таким образом, что не позволяет ему хорошо рассмотреть предмет, но обеспечивает идеальный угол для его учеников. Считается, что он представляет мудрость, которую несут старшие поколения, и напоминание о том, что любовь к искусству и стремление к знаниям никогда не могут быть удовлетворены в полной мере.

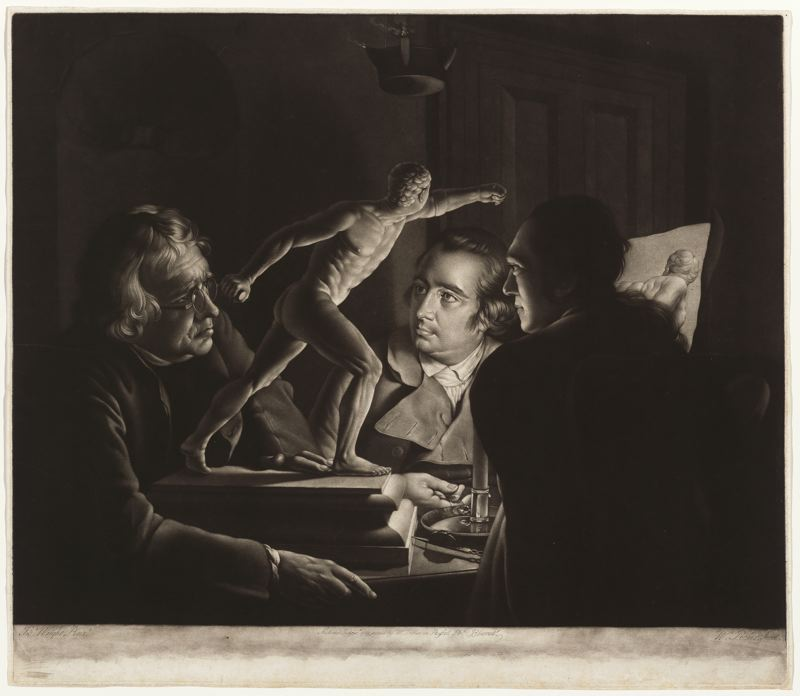
Меццо-тинто Уильяма Петера по картине Райта, 1769 год; из коллекции Института искусств Чикаго